# NGC 2301
NGC 2301 je otevřená hvězdokupa v souhvězdí Jednorožce. Od Země je vzdálená asi 2 800 světelných let. Objevil ji William Herschel 27. ledna 1786.

## Pozorování
Hvězdokupa má hvězdnou velikost 6 a její nejjasnější členové s hvězdnou velikostí 8 se dají sledovat i triedrem, ale dalších několik desítek jejích hvězd ukáže až středně velký dalekohled.

## Vlastnosti
Tato hvězdokupa je od Země je vzdálená asi 2 800 světelných let. Její stáří se odhaduje na 160 milionů let.